# Altensteinia boliviensis
Altensteinia boliviensis là một loài thực vật có hoa trong họ Lan. Loài này được Rolfe ex Rusby mô tả khoa học đầu tiên năm 1895.